# Richard Rayner
Pour les articles homonymes, voir Rayner.
Richard Rayner, né le 15 décembre 1955 à Bradford, en Angleterre, est un écrivain britannique, auteur de roman policier.

## Biographie
Il fait des études de droit et de philosophie à l'université de Cambridge, puis travaille pour le magazine Time Out et la revue littéraire Granta.
En 1998, il publie son premier ouvrage Los Angeles Without a Map qui fait l'objet d'une adaptation au cinéma dans un film franco-britannico-finlandais réalisé par Mika Kaurismäki.
En 1991, il fait paraître son premier roman, The Elephant. Deux de ses romans sont traduits en français, Chasseur de nuages (The Cloud Sketcher) publié en 2001 et Le Vent du diable (The Devil's Wind) paru en 2005.
Journaliste, il écrit pour plusieurs journaux, notamment The New Yorker, le Los Angeles Times, Esquire, The Times, The Guardian et The Observer.

## Œuvre

### Romans
- The Elephant (1991)
- Murder Book (1997)
- The Cloud Sketcher (2001) Publié en français sous le titre Chasseur de nuages, Paris, Éditions Robert Laffont, coll. « Best-sellers », 2002  (ISBN 2-221-09415-8) ; réédition, Paris, J'ai lu no 7384, 2004  (ISBN 2-290-33334-4)
- The Devil's Wind (2005) Publié en français sous le titre Le Vent du diable, Paris, Payot & Rivages, coll. « Rivages/Thriller », 2008  (ISBN 978-2-7436-1823-0) ; réédition, Paris, Payot & Rivages, coll. « Rivages/Noir » no 927, 2013  (ISBN 978-2-7436-2598-6)

### Autres ouvrages
- Los Angeles Without a Map (1988)
- The Blue Suit (1995)
- The Associates (2007)
- A Bright and Guilty Place (2009)

## Filmographie

### Adaptation
- 1998 : I Love L.A. (L.A. Without a Map), film franco-britannico-finlandais réalisé par Mika Kaurismäki, adaptation de Los Angeles Without a Map